# Doru Moțoc
Doru Moțoc (n. 12 iunie 1939, Sibiu - d. 6 decembrie 2023) a fost un scriitor român, dramaturg și poet.

## Biografie
După ce a absolvit Facultatea de Litere din București, a lucrat ca animator și actor la Teatrul Popular din Râmnicu Vâlcea.

## Opere literare
- Catedrala pierdută , Ed. Antim Ivireanul, 2012, a primit Premiul „Octavian Goga”[6]

### Teatru
- La Colorado, aproape de stele (1976). Piesa a fost adaptată pentru televiziune în regia lui Cornel Todea, cu actorii Dan Nuțu, Jean Lorin Florescu, Mircea Anghelescu, Tamara Crețulescu, Adrian Georgescu, Elana Racinede, Vasile Nițulescu, Ovidiu Schumacher, Eusebiu Ștefănescu,[7] Aurel Rogalski, Zephi Alsec, Luchian Botez, Eugenia Bădulescu, Olga Bucătaru[8][9]
- Înainte de revărsatul zorilor, Editura Eminescu, (1977)
- Undeva o lumină, piesă în două părți, Editura Eminescu (1980)[10][11]
- Acolo[12][13]
- Capcana [14]
- Ape și stele[15]
- Provocare sau Zborul - ce fericire![16][17]
- Cam târziu, domnule Godot![18][19][20][21] Adaptarea radiofonica și regia artistica: Mihai Lungeanu, cu actorii Dan Puric, Radu Beligan, Ada Navrot, Dorin Andone, Orodel Olaru, Maria Varsami, Mircea Constantinescu, Costina Ciuciulica, Florin Anton.
- Foca albastră[22] - desemnată Piesa anului 2007 de către membrii Clubul Dramaturgilor Uniunii Scriitorilor.[23][24]
- "Dialog nocturn despre o piesă nescrisă (spectacol lectură)[25]